# 弗里曼特爾 (公司)
弗里曼特爾（英語：Fremantle Limited，原名FremantleMedia）（廣東話稱為費利曼圖）是英國電視節目製作公司。本公司為貝塔斯曼旗下RTL集團的成員，總部位於倫敦。公司內部有許多英國、澳大利亞及美國電視製作公司。著名電視節目（如《英國版X音素》、《英國達人》）都由本公司製作。